# 1988年ソウルオリンピックのソビエト連邦選手団
1988年ソウルオリンピックのソビエト連邦選手団（1988ねんソウルオリンピックのソビエトれんぽうせんしゅだん）は、1988年9月17日から10月2日にかけて韓国の首都のソウル特別市で開催された1988年ソウルオリンピックのソビエト連邦選手団、およびその競技結果。

## 概要
今大会は金メダル55個、銀メダル31個、銅メダル46個の合計132個のメダルを獲得した。
1991年12月のソビエト連邦の崩壊によって、15の構成共和国それぞれが独立したため、ソビエト連邦としてのオリンピック参加は今大会が最後となった。1992年アルベールビルオリンピックと1992年バルセロナオリンピックにはEUNとして参加、1994年リレハンメルオリンピック以降はそれぞれの国内オリンピック委員会からの参加となった。

## メダル
| メダル | 選手名                                                                                              | 競技   | 種目                      |
| ------ | --------------------------------------------------------------------------------------------------- | ------ | ------------------------- |
| 金     | ビクトル・ブリズギン ウラジミール・クリロフ ウラジミール・ムラヴィヨフ ヴィタリー・サビン           | 陸上   | 男子4×100mリレー          |
| 金     | ビャチェスラフ・イワネンコ                                                                          | 陸上   | 男子50km競歩              |
| 金     | ゲンナジー・アブディエンコ                                                                          | 陸上   | 男子走高跳                |
| 金     | セルゲイ・ブブカ                                                                                    | 陸上   | 男子棒高跳                |
| 金     | セルゲイ・リトビノフ                                                                                | 陸上   | 男子ハンマー投            |
| 金     | オルガ・ブリズギナ                                                                                  | 陸上   | 女子400m                  |
| 金     | タチアナ・サモレンコ                                                                                | 陸上   | 女子3000m                 |
| 金     | オルガ・ボンダレンコ                                                                                | 陸上   | 女子10000m                |
| 金     | タチアナ・レドフスカヤ オルガ・ナザロワ マリヤ・ピニギナ オルガ・ブリズギナ                         | 陸上   | 女子4×400mリレー          |
| 金     | ナタリア・リソフスカヤ                                                                              | 陸上   | 女子砲丸投                |
| 金     | ウラジミール・サルニコフ                                                                            | 競泳   | 男子1500m自由形           |
| 金     | イゴール・ポリャンスキー                                                                            | 競泳   | 男子200m背泳ぎ            |
| 金     | アレクサンドル・キリチェンコ                                                                        | 自転車 | 男子1000mタイムトライアル |
| 金     | ギンタウタス・ウマラス                                                                              | 自転車 | 男子4000m個人追い抜き     |
| 金     | ビアチェスラフ・エキモフ アルトゥーラス・カスプティス ドミトリ・ネリュービン ギンタウタス・ウマラス | 自転車 | 男子4000m団体追い抜き     |
| 金     | エリカ・サルミャーエ                                                                                | 自転車 | 女子スプリント            |
| 銀     | イゴール・ラプシン                                                                                  | 陸上   | 男子三段跳                |
| 銀     | ロディオン・ガタウリン                                                                              | 陸上   | 男子棒高跳                |
| 銀     | ロマス・ウバルタス                                                                                  | 陸上   | 男子円盤投                |
| 銀     | ユーリ・セディフ                                                                                    | 陸上   | 男子ハンマー投            |
| 銀     | ライムテ・バイカウスカイテ                                                                          | 陸上   | 女子1500m                 |
| 銀     | タチアナ・レドフスカヤ                                                                              | 陸上   | 女子400mハードル          |
| 銀     | ゲンナジー・プリゴダ ユーリ・バシカトフ ニコライ・エフセエフ ウラジーミル・トカチェンコ             | 競泳   | 男子4×100m自由形リレー    |
| 銀     | エレナ・デンデベロワ                                                                                | 競泳   | 女子200m個人メドレー      |
| 銀     | ニコライ・コフシュ                                                                                  | 自転車 | 男子スプリント            |
| 銀     | ウラジーミル・シェスタコフ                                                                          | 柔道   | 男子86kg以下級            |
| 銅     | ルドルフ・ポバルニツィン                                                                            | 陸上   | 男子走高跳                |
| 銅     | グレゴリー・エゴロフ                                                                                | 陸上   | 男子棒高跳                |
| 銅     | ユーリー・タム                                                                                      | 陸上   | 男子ハンマー投            |
| 銅     | オルガ・ナザロワ                                                                                    | 陸上   | 女子400m                  |
| 銅     | タチアナ・サモレンコ                                                                                | 陸上   | 女子1500m                 |
| 銅     | エレナ・ジュピヨワ                                                                                  | 陸上   | 女子10000m                |
| 銅     | リュドミラ・コンドラチェワ ガリーナ・マルチュギナ マリーナ・ジロワ ナタリア・ポモシニコワ           | 陸上   | 女子4×100mリレー          |
| 銅     | タマラ・ブイコワ                                                                                    | 陸上   | 女子走高跳                |
| 銅     | ガリナ・チスチャコワ                                                                                | 陸上   | 女子走幅跳                |
| 銅     | ゲンナジー・プリゴダ                                                                                | 競泳   | 男子50m自由形             |
| 銅     | イゴール・ポリャンスキー                                                                            | 競泳   | 男子100m背泳ぎ            |
| 銅     | ディミトリー・ボルコフ                                                                              | 競泳   | 男子100m平泳ぎ            |
| 銅     | ワディム・ヤロシチュク                                                                              | 競泳   | 男子200m個人メドレー      |
| 銅     | イゴール・ポリャンスキー ディミトリー・ボルコフ ワディム・ヤロシチュク ゲンナジー・プリゴダ         | 競泳   | 男子4×100mメドレーリレー  |
| 銅     | マラト・ガネイェフ                                                                                  | 自転車 | 男子ポイントレース        |
| 銅     | ライマ・ジルポリテー                                                                                | 自転車 | 女子個人ロードレース      |
| 銅     | アミラン・トチカシビリ                                                                              | 柔道   | 男子60kg以下級            |
| 銅     | ゲオルギ・テナーゼ                                                                                  | 柔道   | 男子71kg以下級            |
| 銅     | バシール・ワラエフ                                                                                  | 柔道   | 男子78kg以下級            |
| 銅     | グリゴリー・ベリチェフ                                                                              | 柔道   | 男子95kg超級              |